# Clytus pervetustus
Clytus pervetustus är en skalbaggsart som först beskrevs av Cockerell 1920.  Clytus pervetustus ingår i släktet Clytus och familjen långhorningar. Inga underarter finns listade i Catalogue of Life.